# Pseudis tocantins
Pseudis tocantins es una especie de anfibio anuro de la familia Hylidae.

## Distribución geográfica
Esta especie es endémica de Brasil. Habita en las cuencas del Río Araguaia y Río Tocantins en los estados de:
- Tocantins en el municipio de Porto Nacional;
- Mato Grosso;
- Goiás en el municipio de Britânia;
- Maranhão en el municipio de Porto Franco.[4]

## Publicación original
- Caramaschi & Cruz, 1998 : Notas Taxonômicas sobre Pseudis fusca Garman, 1883 e P. bolbodactyla A. Lutz, 1925, com a descrição de uma nova espécie correlata (Anura, Pseudidae). Revista Brasileira de Zoologia, Curitiba, vol. 15, n.º 4, p. 929-944[5]